# Critérium du Dauphiné libéré 1992
La 44e édition du Critérium du Dauphiné libéré a lieu du 1er juin au 8 juin 1992. La course est partie de Charbonnières-les-Bains pour arriver à Villard-de-Lans. Elle a été remportée par le Français Charly Mottet de l'équipe RMO.

## Étapes
| Étape     | Date   | Villes étapes                            | type                        | Distance (km) | Vainqueur d'étape    | Leader du classement général |
| --------- | ------ | ---------------------------------------- | --------------------------- | ------------- | -------------------- | ---------------------------- |
| 1re étape | 1 juin | Charbonnières-les-Bains – Vaulx-en-Velin |                             | 147,8         | Wilfried Nelissen    | Wilfried Nelissen            |
| 2e étape  | 2 juin | Villeurbanne – Privas                    |                             | 206           | Luc Leblanc          | Luc Leblanc                  |
| 3e étape  | 3 juin | Privas – Valence                         |                             | 176           | Wilfried Nelissen    | Luc Leblanc                  |
| 4e étape  | 4 juin | Tain-l'Hermitage – Aix-les-Bains         |                             | 164           | Jean-Claude Leclercq | Luc Leblanc                  |
| 5e étape  | 5 juin | Annecy – Cluses                          |                             | 190           | Laudelino Cubino     | Luc Leblanc                  |
| 6e étape  | 6 juin | Cluses – Le Collet d'Allevard            |                             | 204           | Martín Farfán        | Luc Leblanc                  |
| 7e étape  | 7 juin | Allevard – Villard-de-Lans               |                             | 177           | William Palacio      | Luc Leblanc                  |
| 8e étape  | 8 juin | Villard-de-Lans – Villard-de-Lans        | contre-la-montre individuel | 32,5          | Charly Mottet        | Charly Mottet                |

## Équipes participantes
Quatorze équipes participent au Critérium du Dauphiné.
| - Amaya - Buckler - Castorama |  | - Chazal-Vanille et Müre - Gatorade-Chäteau d'Ax - Helvetia |  | - Kelme - Lotto - Panasonic |  | - PDM - RMO - Russ-Baikal |  | - Postobón - Z |

## Classement général
|     | Cycliste         | Équipe    | Temps               |
| --- | ---------------- | --------- | ------------------- |
| 1er | Charly Mottet    | RMO       | en 36 h 30 min 19 s |
| 2e  | Luc Leblanc      | Castorama | + 43 s              |
| 3e  | Gianni Bugno     | Gatorade  | + 2 min 11 s        |
| 4e  | Beat Zberg       | Helvetia  | + 2 min 40 s        |
| 5e  | Alberto Camargo  | Postobón  | + 3 min 1 s         |
| 6e  | Laurent Dufaux   | Helvetia  | + 3 min 2 s         |
| 7e  | Ronan Pensec     | RMO       | + 3 min 3 s         |
| 8e  | Martín Farfán    | Kelme     | + 3 min 22 s        |
| 9e  | Álvaro Mejía     | Postobón  | + 4 min 21 s        |
| 10e | Hernán Buenahora | Kelme     | + 4 min 31 s        |